# René Lemoine
René Alphonse Lemoine (ur. 29 grudnia 1905 w Nancy, zm. 19 grudnia 1995 w Paryżu) – francuski florecista i szpadzista, dwukrotny medalista olimpijski i wielokrotny medalista mistrzostw świata.
Na igrzyskach olimpijskich w Los Angeles w 1932 roku Francuzi w składzie: Édward Gardère, René Lemoine, René Bondoux, René Bougnol, Philippe Cattiau i Jean Piot zdobyli złoty medal we florecie drużynowym. W turnieju indywidualnym nie startował. Na rozgrywanych cztery lata później igrzyskach olimpijskich w Berlinie razem z André Gardère, Jacquesem Coutrotem, René Bougnolem, Édwardem Gardère i René Bondoux zdobył srebrny medal w turnieju drużynowym. Indywidualnie odpadł w półfinałach.
Wielokrotnie zdobywał medale mistrzostw świata (oficjalnie rozgrywanych pod tą nazwą dopiero od 1937). Pierwszy medal zdobył podczas mistrzostw świata w Liège w 1930 roku, razem z Cattiau, Coutrotem, Bougnolem i É. Gardère zajmując drugie miejsce we florecie drużynowym. W tej samej konkurencji zdobywał też srebrne medale na mistrzostwach świata w Warszawie (1934), mistrzostwach świata w Lozannie (1935) i mistrzostwach świata w Paryżu (1937). Zdobył też dwa medale indywidualnie: złoty na MŚ 1931 i brązowy na MŚ 1937 (za Włochem Gustavo Marzim i Édwardem Gardère). Razem z kolegami z reprezentacji zdobył również złoty medal w szpadzie drużynowej na MŚ 1934.
W trakcie II wojny światowej był członkiem francuskiego ruch oporu, następnie wstąpił do sił Wolnej Francji. Działał w Afryce i na Bliskim Wschodzie, między innymi wziął udział w bitwie o Bir Hakeim. Został aresztowany przez rząd Vichy, jednak zwolniono go po ponad roku, po czym powrócił do walki. Pod koniec wojny awansowany do stopnia kapitana. Odznaczony Krzyżem Wojennym oraz Legią Honorową (Oficer).